# Vụ quân đội Hoa Kỳ bắt giữ những nhà ngoại giao Iran 2006
Vụ quân đội Hoa Kỳ bắt giữ những nhà ngoại giao Iran vào ngày 21 tháng 12 năm 2006 là một sự kiện gây tranh cãi trong mối quan hệ giữa Iran và Hoa Kỳ. Vào ngày này, quân đội Hoa Kỳ đã bắt giữ một nhóm những viên chức Iran bao gồm hai viên chức ngoại giao trong các cuộc đột kích. Việc bắt giữ này gặp phản ứng gay gắt không chỉ của chính quyền Iran mà cả Tổng thống Iraq Jalal Talabani vì trong những người bị bắt có hai người là quan chức ngoại giao sang Iraq theo lời mời của ông Jalal Talabani. Hoa Kỳ giải thích lý do vụ bắt giữ này là nghi những người Iran này đã xúi giục các vụ tấn công nhắm vào binh sĩ Iraq. Lực lượng Hoa Kỳ đã trả tự do cho những viên chức này vào ngày 29 tháng 12, sau chín ngày bắt giữ.

## Các chống đối
Động thái này đã gây nên cuộc tranh cãi giữa Tehran, Bagdad và Washington DC. Phía Iran tuyên bố hành động bắt giữ của Mỹ có thể dẫn tới "những hậu quả tồi tệ".
Quân đội Hoa Kỳ đã bắt giữ ít nhất 4 người Iran tại Bagdad, trong đó có các quan chức quân đội cấp cao bị buộc tội là chủ mưu gây ra các cuộc tấn công nhằm vào các lực lượng gìn giữ hòa bình tại Iraq.
Tuy nhiên, cố vấn truyền thông của Tổng thống Jalal Talabani lại cho biết những người Iran bị bắt giữ là các nhà ngoại giao được mời tới Iraq để tham gia các buổi hội đàm chứ không phải là các quan chức quân đội.
Hiwa Uthman, cố vấn truyền thông của ông Talabani nói: "Tổng thống rất lấy làm phiền lòng về vụ bắt giữ trên và ông Talabani lập tức đàm phán với Mỹ về việc này".
Bộ trưởng Ngoại giao Iran Seyyed Mohammad Ali Hosseini cảnh báo: "Hành động này hoàn toàn không chính đáng theo luật pháp quốc tế và có thể gây ra những hậu quả không mong đợi".

## Hành động của Mỹ
Trong khi đó, Hội đồng An ninh Quốc gia Hoa Kỳ cũng xác nhận lực lượng quân đội Mỹ tại Iraq đã bắt giữ ít nhất 4 người Iran tại Iraq, trong đó có 2 nhà ngoại giao. Phát ngôn viên Gordon Johndroe của Hội đồng An ninh Quốc gia Hoa Kỳ cho biết 2 nhà ngoại giao bị thẩm vấn, chuyển giao cho chính phủ Iraq và được trả tự do.
Cũng theo ông Johndroe, 2 người còn lại là thành viên của quân đội Iran, thì vẫn bị giam giữ tại nhà tù của Mỹ trong khi một cuộc điều tra đang được khẩn trương tiến hành nhằm xác định xem liệu họ có liên quan tới các vụ tấn công vào các lực lượng gìn giữ an ninh tại Iraq hay không.
Quân đội Hoa Kỳ không có phản ứng nào về vụ việc này. Từ lâu trước sự kiện này, chính quyền Bush đã cáo buộc Iran tham gia vào nội bộ Iraq.

## Căng thẳng hai bên
Vụ bắt giữ các quan chức Iran diễn ra trong bối cảnh căng thẳng giữa Washington DC và Teheran đang gia tăng vì chương trình hạt nhân của Iran. Hoa Kỳ và các nước phương Tây lo ngại Iran cố gắng tìm cách sản xuất vũ khí hủy diệt hàng loạt trong khi Teheran khẳng định chương trình hạt nhân của họ chỉ nhằm mục đích hòa bình.
Vào ngày 23 tháng 12, Hội đồng Bảo an Liên Hợp Quốc đã thông qua nghị quyết áp đặt lệnh trừng phạt Iran do không từ bỏ chương trình làm giàu urani. Ngay lập tức, Iran đã đáp trả bằng việc tuyên bố sẽ đẩy mạnh các dự án làm giàu urani và có thể không hợp tác với các thanh sát viên vũ khí của Cơ quan năng lượng nguyên tử quốc tế.